# Чіуауа (штат)
Чіуа́уа, або Чива́ва (ісп. і науатль Chihuahua, ісп. вимова: [tʃiˈwawa] ( прослухати)) — штат Мексики, розташований в північній частині Мексиканського нагір'я, найбільший за площею штат країни (244 938 км²), відомий як El Estado Grande («великий штат»).
Хоча Чіуауа найчастіше асоціюється з пустелею Чіуауа, велика частина штату вкрита лісом. На схилах хребта Сьєрра-Мадре-Оксиденталь (в районі Касас-Грандес, Куаутемок і Парраль) існують і великі степові ділянки. Однією з найвідоміших природних особливостей є Мідний каньйон (Barranca del Cobre), видовищна система каньйонів, одна з найглибших у світі.
Станом на 2005 рік населення штату становило 3,2 млн мешканців. Найбільшим є прикордонне зі США місто Сьюдад-Хуарес з населенням 1,3 млн мешканців, наступним йде столиця штату місто Чіуауа з населенням 748 тис. мешканців.
Економіка штату перш за все заснована на сільському господарстві на степових ділянках. На кордоні зі США існує велике число орієнтованих на експорт промислових підприємств. В штаті також розвинуті кілька галузей сектору послуг, зокрема туризм, фінанси та високотехнологічні підприємства.
Штат грав важливу роль у мексиканській революції та був ареною боїв між силами Панчо Вільї та федеральними силами.
Як і решта найпівнічніших штатів, згідно з переписом Чіауау має один з найбільших відсотків населення європейського походження (близько 49 %), переважно іспанського, італійського, німецького, французького, російського та голландського. Близько 45 % називають себе метисами, а індіанське поселення значно менше за південні райони країни, лише 6 % за даними перепису, та мешкає в ізольованих гірських районах.

## Історія

### Війна з федеральним урядом (1821—1834)

Мапа з позначенням Чіуауа (1824)

У 1821—1832 роках Чіуауа в союзі з Дуранго вели війну проти федерального уряду. У травні 1832 р. генерал Хозе Урреа, підтримав відновлення на пост президента  Мануеля Гомеза Педрази, який 5 листопада 1832 року повернувся до Мексики. 24 грудня у Пуебло він був обраний президентом. До Мехіко він повернувся 3 січня 1833 року в супроводі військ Санта-Анни. Одним з перших його дій на посаді було дотримання указу від 22 лютого 1832 року, який передбачав вигнання іспанських громадян з країни. У 1834—1841 роках в штаті, через його тісні зв'язки з Сполученими Штатами, панував відносний спокій в порівнянні з іншими штатами.

### Американсько-мексиканська війна (1846—1848)

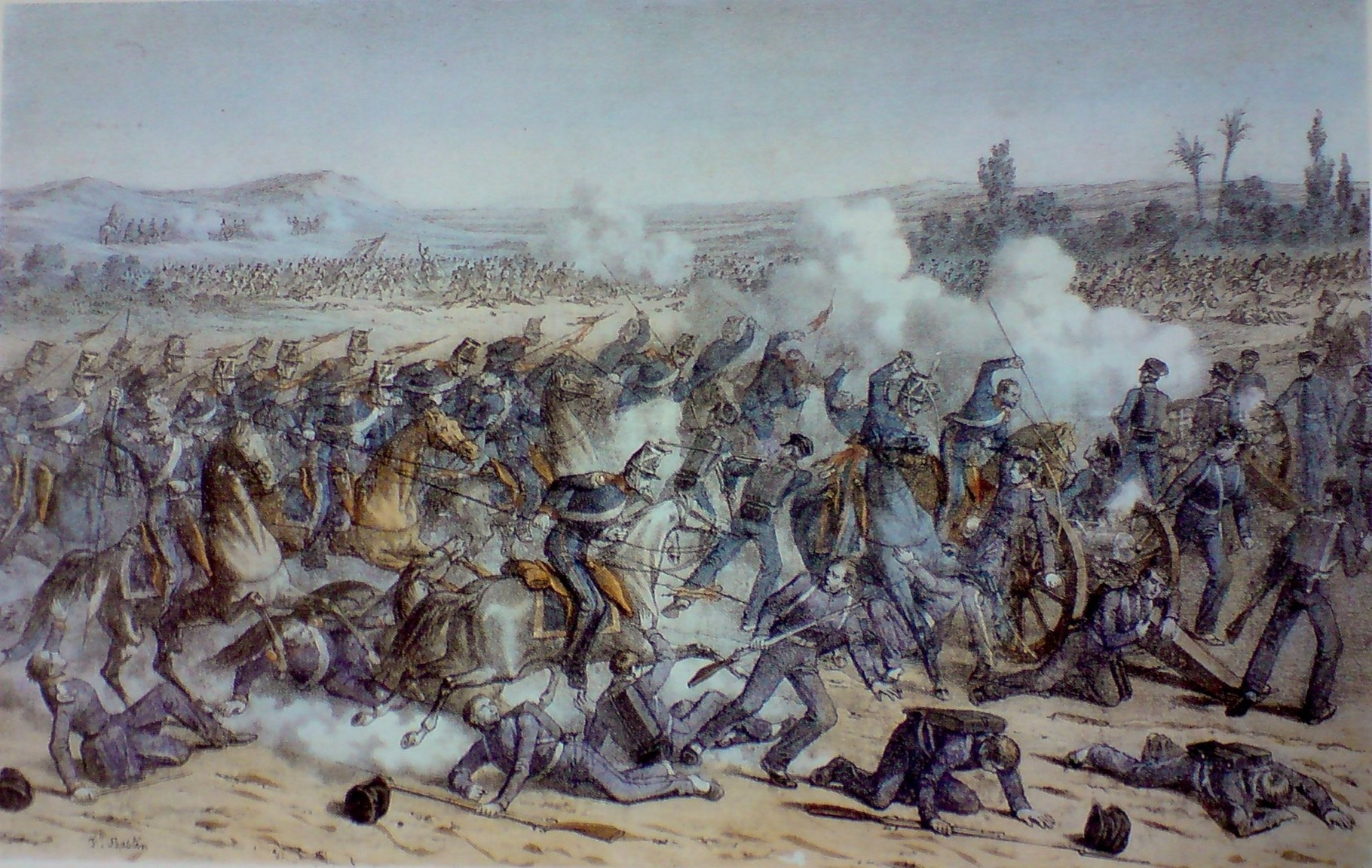
Битва на річці Сакраменто (1847). Гравюра Ф. Бастіна

У 1843 році уряд штату, відчуваючи неминучу війну з американцями, почав укріплювати кордони Чіуауа та зміцнювати оборонні лінії на кордоні з Техасом.  Поставки зброї були спрямовані на повне озброєння військовослужбовців та були вжиті заходи для підвищення ефективності охорони Президента та уряду. Пізніше держава організувала рух «Захисників кордону», до складу якого входили: легка кавалерія, чотири загони розділені на дві бригади, а також невелика група в уряді, яка складалася із 14 чоловік та 42 посадові особи, із зарплатнею 160 603 мексиканських песо на рік. 11 липня 1846 року законодавчий орган штату зарахував 6 000 чоловік на службу.
13 травня 1846 року США вийшли на переговори з мексиканським урядом, але вони тривали усього декілька годин і не дали бажаних результатів. 7 липня 1846 року Мексика оголосила США війну. Після американського вторгнення у Нью-Мексико та Чиуауа уряд Мексики направив до кордону 12 000 військових на чолі з полковником Відалом для стримання  американців. Мексиканські сили зайшли за Ель-Пасо-дель-Норте на північ уздовж Ріо-Гранде, але після першої сутички 25 грудня 1846 року в Ель-Браціто зазнали поразки і змушені були повернутися до Чіуауа. 27 грудня 1846 року американські війська окупували Ель-Пасо-дель-Норте. Чекаючи на підкріплення та артилерію в таборі Ель-Пасо-Дель-Норте залишилася лише невелика армія генерала Доніфана тримаючи оборону. Підкріплення змогло до них дістатися лише у лютому 1847 року. Тим часом, мексиканські сили в державі встигли підготувати оборону проти американців. Єдиний прохід до столиці — через два гірські хребти поміж якими протікає річка Сакраменто. На берегах цієї річки відбулася важлива битва, оскільки Чіуауа лишився єдиним оборонним містом для захисту столиці. Але битва закінчилася поразкою і мексиканські війська змушені були відійти на південь країни. Прикордонні штати з США очікували підтримки від федерального уряду, але були розчаровані їхнім рішенням розгорнути військові сили в інших районах країни через внутрішні проблеми в штаті Халіско.
Договір Гвадалупе Ідальго, підписаний 2 лютого 1848 року американським дипломатом Ніколасом Трістом та представниками від мексиканського уряду Мексики Луїсом Дж. Кайвасом, Бернардом Куто та Мігелем Атрістейном, завершив війну, надавши безперечний контроль США над Техасом і створивши американсько-мексиканський кордон у Ріо-Гранде.

### Війна за реформи (1859—1861)

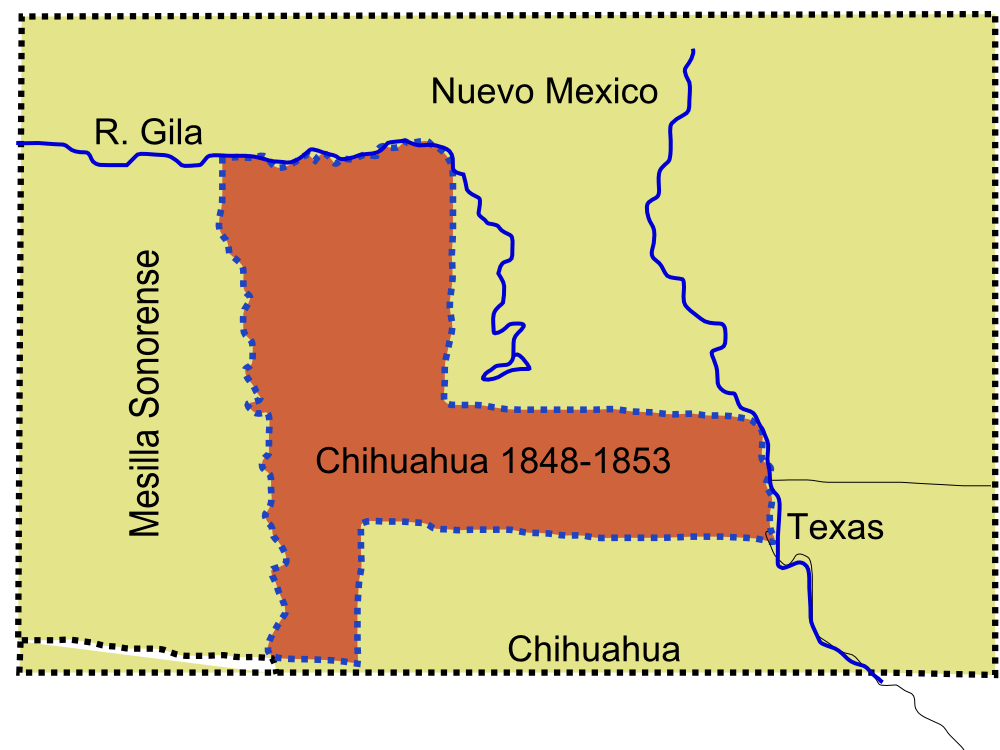
Розподіл долини Месілья (1848—1853)

Наприкінці 1852 року Анхель Тріас очолив повстання проти консервативного губернатора Чіуауа Кордера, яке завершилося успішно. Але в наступному році, незважаючи на опір політичних сил, очолюваних Анхелем Тріасом, їм не вдалося  запобігти діям президента Санта-Анни щодо продажу США долини Ла-Месілії за 15 мільйонів доларів США. 
У 1855 році штат об'єдналася за планом Авутла і ратифікував нову конституцію. У 1858 р. консервативний рух не отримав підтримки в державі незважаючи навіть на успішну військову кампанію під керівництвом консерватора Зулоуга, який захопив міста Чіуауа та Паррал. У серпні 1859 року сили Зулоуга були розбиті лібералами на чолі Орозко, які звільнили губернатора з-під варти. Наприкінці 1860-х генерал Каджен увійшов зі своїми військами до Чіуауа через штат Халіско і допоміг створити консервативний уряд вигнавши зі штату лібералів. Невдовзі Каджен оголосив себе губернатором, заволодівши скарбницею штату.  Незабаром Каджен втратив свій статус через відродження ліберальних сил всередині штату. Ліберали Хосе Маріо Патоні з Дуранго та місцевий лідер Дж. Е. Муноз швидко захопили владу, обмеживши політичні права духовенства та виконуючи президентський указ. Губернатором оголосили генерала Луїса Терраса, який протягом 1861 року придушив бунти консерваторів. 

### Французька інтервенція (1862—1867)

Огляд військових дій (1862—1867)

У 1862 році вторгнення французів до Мексики мало серйозні наслідки для Чіуауа. До штату було направлено 2000 бійців, губернатора Луїса Терразаса федеральний уряд призначив командувачем Першого батальйону Чіуауа. Національну армію очолював генерал Хесус Гонсалес Ортега — його батальйони був розміщені в Пуебло. Після поразки армії під Пуебло адміністрація Беніто Хуареса змушена була залишити Мехіко — президент відступив на північ шукаючи притулку в Чіуауа. 
У квітні 1864 року, відчуваючи загрозу з боку консервативних сил, губернатора Терраза було заарештовано, а законодавчий орган оголосив воєнний стан у штаті. Губернатором було оголошено Хесуса Хосе Патоні. Тим часом 10 квітня 1864 року Максиміліан фон Габсбург, молодший брат імператора Австрії, був оголошений імператором Максиміліаном I за підтримки Наполеона III та групи мексиканських консерваторів. У той же час у Чіуауа ліберали та консерватори скомпрометувались, щоб дати можливість представнику від народу Анхелу Тріасу стати губернатором. 21 вересня 1864 року Хосе Марія Патоні та Хесус Гонсалес Ортега зазнали поразки від французьких сил у битві під Естансеуласом — верховний уряд на чолі з президентом Хуаресом був змушений залишити місто Салтілло і переховуватись у місті Чіуауа. 15 жовтня 1864 р. Місто Чіуауа оголошено тимчасовою столицею Мексики. Під час французького вторгнення лише 4 штати довгий час зберігали самостійність — Ґерреро, Чіуауа, Сонора і Нижня Каліфорнія. 
25 березня 1866 року в районі Плаза-де-Армас в центрі міста Чіхуаху відбулася битва між французькими імперськими силами, які охороняли площу, та республіканськими військами на чолі з генералом Терразасом. Завдяки добре підготовленими військовими та обстрілу артилерії мексиканцям вдалося отримати перемогу. До середини 1866 року генерал Агірре розгромив французькі сили в Парралі, таким чином оголосивши Чіуауа вільним штатом від французького контролю. У 1867 році останні війська імператора зазнала серйозної поразки.  19 червня 1867 року Максиміліана було розстріляно.

### Революція (1910—1917)

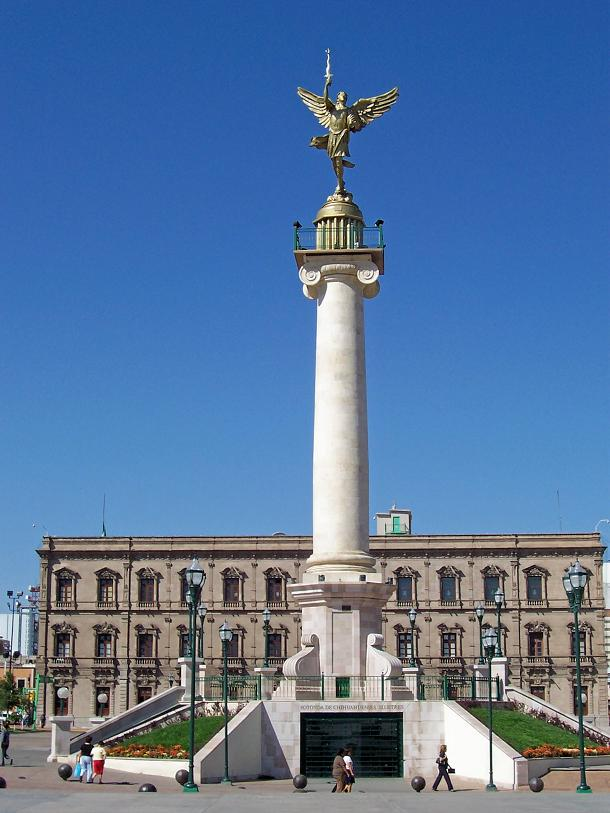
Ангел Свободи. Плаза-Майор, Чіуауа (2003)

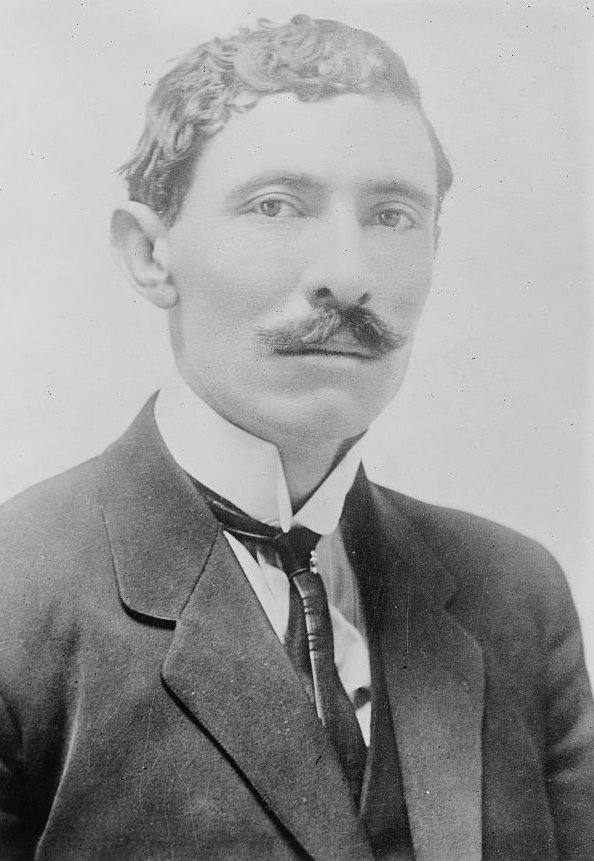
Паскуаль Орозко

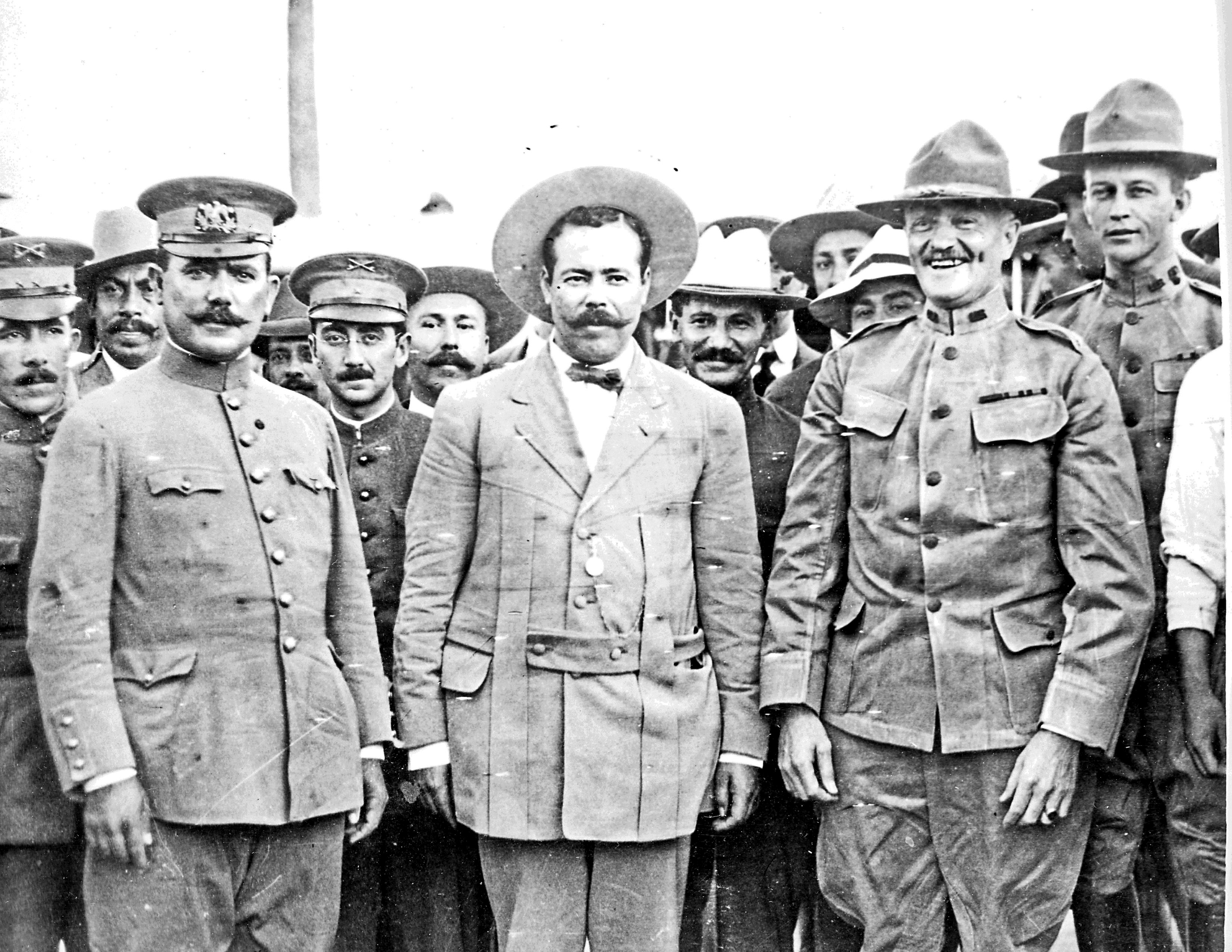
Генерали Обрегон, Вілья та Першінг на зустрічі в Техасі (1913)

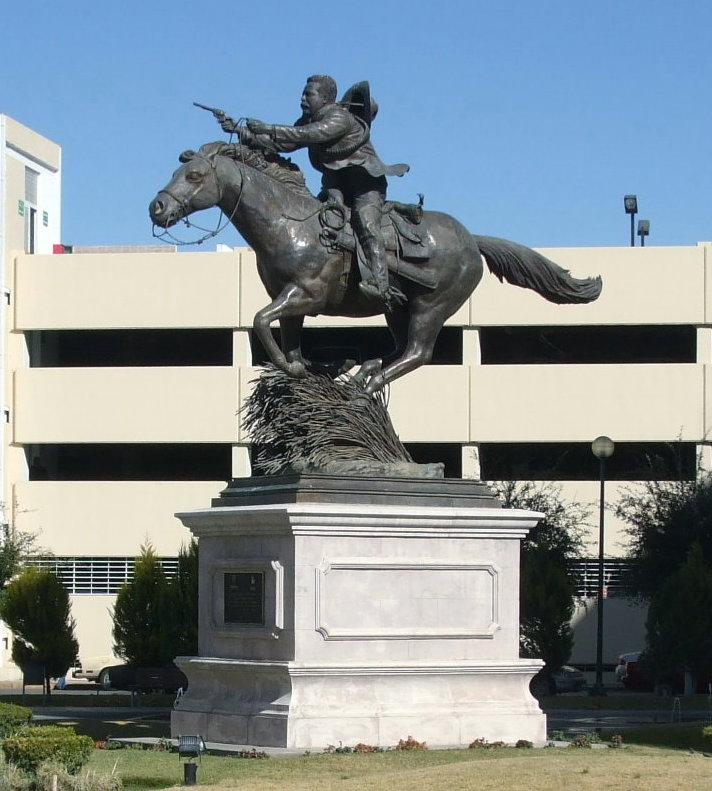
Пам'ятник Панчо Вілья в Чіуауа (штат Чіуауа)

10 листопада 1910 року, у відповідь на ув'язнення Мадеро Діасом, в Чіуауа піднялося повстання на чолі з Торібіо Ортега з групою послідовників. Згодом, після втечі Мадеро до США, у відповідь на його листи, в Чіуауа піднялося повстання на чолі поміщика Паскуаля Орозко та губернатора Абрахама Гонсалеса, які організували потужній військовий союз на півночі, взявши під військовий контроль кілька північних міст. Пізніше вони об'єдналися з угрупуваннями інших революційних лідерів, зокрема з Панчо Вілья. 21 травня 1911 року, після того як повстанці перемогли федеральні війська Г'юдада Хуареса, Мадеро підписав з Діасом протокол, згідно з яким Діас відмовився від своїх повноважень. Маючи неабияку підтримку з боку США, лібералів та повстанців, наприкінці 1911 року на президентських виборах Мадеро отримав перемогу. Невдовзі Орозко був розчарований урядом Мадеро після того, як Мадеро не погодився розглянути соціальні реформи, у яких мали розглянутися  поліпшення умов праці та гідні оплати робітникам. Орозко організував свої власні армії «Орозкустас» та «Колорадо» (Червоні прапори) і підняв проти нього повстання. Селяни та робітничий клас, які раніше підтримували Мадеро, тепер були на боці сил Орозко.
Повстання Орозко почалося в Чіуауа в березні 1912 року. Відразу Президент Франціско Мадеро послав на придушення повстання генерала Вікторана Хуерта на чолі федеральної армії. Водночас губернатор Чіуауа почав мобілізацію серед міліції на чолі з Панчо Вілья, таким чином надавши допомогу Хуерту. У червні 1912 року Вілья повідомив Хуерті, що повстання придушене, а міліція більше не буде під його командуванням. Побоюючись повстання проти нього, Хуерта наказав Вілья стратити. Але брат Мадеро Рауль втрутився в справу і змінив покарання на ув'язнення Вілья у в'язниці в Мехіко. Не очікуючи ув'язнення Вілья втік до США.
У 1913 році вибухнуло нове повстання проти Мадери, організованого Вікторіаном Хуерто. Невдовзі до Хуерта доєднався Орозко, який згодом отримав від нього  звання генерала. 26 березня 1913 року Венустіано Карранса відмовився визнати Хуерта президентом і почав діяти проти нього за планом Гуаделупе, закликаючи до війни противників Хуерта. Невдовзі, після вбивства президента Мадеро, Карранса повернувся до Мехіко, щоб почати боротьбу з Хуертом, але з невеликою силою. Однак Карранса швидко набрав велику армію, яка отримала назву «Північна дивізія» (ісп. «División del Norte»). Вілья та його армія разом із Еміліано Сапатою та Альваром Обрегоном, об'єдналися з Каррансою для боротьби з Хуартом. У березні 1914 року Карранса вирушив до міста Сьюдад-Хуарес, яке слугувало столицею повстанців. Режим Хуерта підтримала Німеччина. Щоб позбавити Хуерта допомоги від Німецької імперії, США розпочали інтервенцію в Мексику та окупували порт Веракрус. Влітку 1913 р. Мексиканські консерватори, які підтримали Хуерта, почали шукали на заміну цивільну особу, об'єднавшись у Національну уніфікацію хунти. Хуерта розумів, що  в певній мірі консерватори зміцнили його позицію. 26 жовтня 1913 р. Уерта відмовився від законодавчої влади і його армія почала заарештовувати всіх ворожих його режиму конгресменів. Вибори у жовтні 1913 року закінчилися усуненням будь-яких претензій на конституційні права, при цьому заборонивши громадянську політичну діяльність. Католики, які відверто виступали проти Хуареса, були заарештовані, а католицькі газети заборонялися. Панчо Вілья в 1913—1914 роках обіймав пост тимчасового губернатора Чіуауа.
8 липня 1914 року під тиском США Хуерта змушений був піти у відставку, а тимчасовим президентом був призначений Франсіско Карбахал. Певною мірою цьому сприяв і той факт, що президент США Вудро Вільсон відмовився визнати уряд Хуерти. Війська повстанців продовжували наступ на Мехіко — у серпні 1914 року Карбахал втік з країни, а Мехіко був захоплений Каррансою та Обрегоном. 15 серпня 1914 року, завдяки військовому союзу Карранси, Обрегона, Вілья та Сапати, повстанці отримали перемогу і уряд Хуерти був повалений. Контроль над країною взяв у свої руки Карранса, але через розбіжності у політичних поглядах із Вілья, який зібрав революційний комітет, на конференції в Агуаскальєнесі Караса було усунуто, а новим керівником держави став Еулаліо Гутайррез. Взимку 1914 року війська Вілья та Сапати захопили Мехіко. На початку 1915 року  у битві при Селаї війська Вілья вчинили напад на військовий гарнізон генерала Обрегона, але були розбиті й багато з них загинуло. Скориставшись поразкою Вілья, Карранса захопив владу. Через деякий час США визнали Каррансу президентом Мексики. До 1920 року Вілья продовжував боротьбу проти уряду Карранси і лише Обрегон, який переміг його в Селаї, вмовив припинити боротьбу. 20 липня 1923 року в місті Хідальго-дель-Паррал Панчо Вілья було вбито, ймовірно за наказом Обрегона. Там Вілья й поховано.

### Після революції

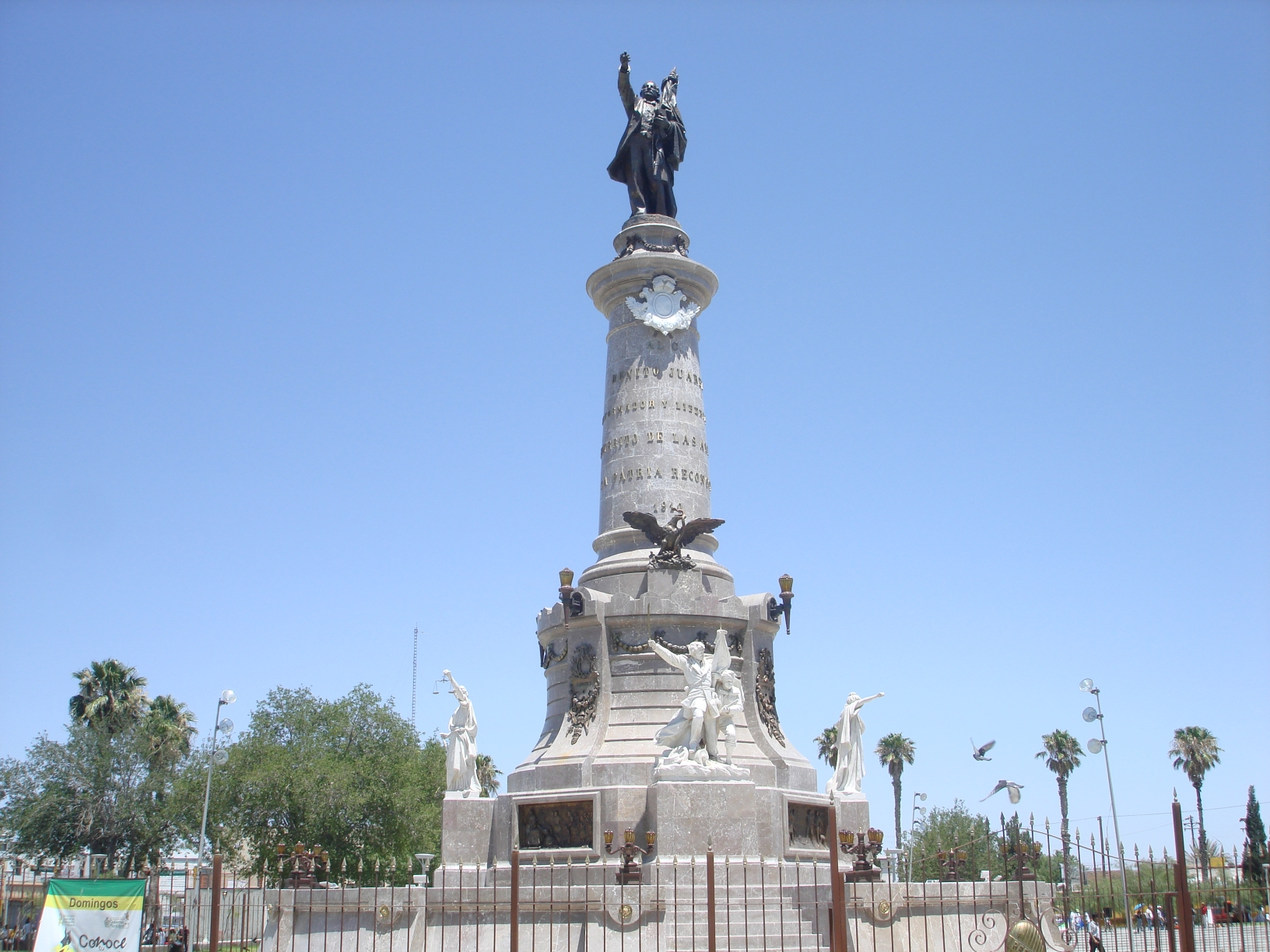
Монумент Беніто Хуареса в Сьюдад-Хуаресі

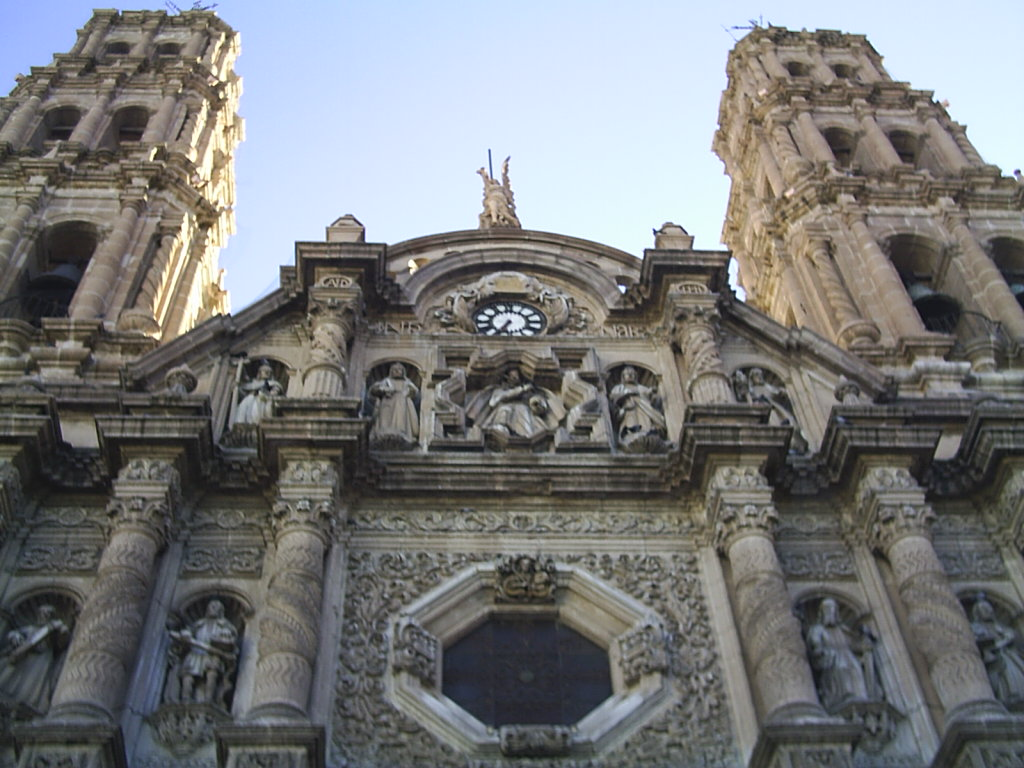
Собор міста Чіуауа

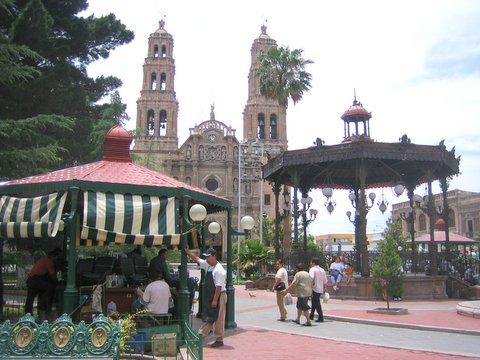
Пласа-де-Армас, місто Чіуауа

Після революційних подій сільськогосподарські землі прийшли в занепад. Період правління генерала Ігнасіо К. Енрікеса почався із реконструкції штату. 5 вересня 1920 року відбулися вибори місцевих органів влади. Цей період правління характеризується конструктивною підтримкою законів Альвара Обрегона. Відповідно до національної аграрної політики, відбулися перші розподіли землі на едідоси і розподіл великих маєтків почався завдяки місцевому аграрному врядуванню. З моменту створення Верховного Суду відновлено також конституційний порядок у штаті. Наприкінці березня 1922 року федеральний уряд оголосив про експропріацію церковного майна в Терразі. У той час починають до Чіуауа з Канади емігрують протестантські спільноти вірян-менонітів, які засновують латифундію Бустільос, що стала належати спільнотам Зулага. Вони розробляють занедбані поля на яких працюють і донині.
15 липня 1923 року, після прийняття закону про освіту, почала діяти і розвиватися освітня реформа. Були відкриті нові школи а також перша школа-інтернат для корінних мешканців у Сієрра-Мадре. У штаті було проведено радіотелефонний зв'язок та почали відбуватися перші польоти на біпланах. На річці  Ріо-Кончос  почала будуватися централізована система зрощування, яка фактично постачатиме воду в долину Камарго-Делісіас, а звідти по всьому штату на сільськогосподарські угіддя. У період 1924—1928 року, завдяки розподілу землі, сільське господарство було відновлено. У 1924 році у місті Сьюдад-Хуарес було вимощено бруківку, а також площу від Чіуауа до ливарного заводу «Ávalos». Пізніше губернатор Луїс Л. Леон почав будівництво дороги сполученням Сьюдад-Хуарес — Чіуауа. та дороги Ідальго-дель-Паррал до Санта-Барбари та Сан-Франциско-де-Оро, із Чіуауа до Камарго та з Параллу до Вілья Матамороса.
Світова депресія 1929 року мала серйозні наслідки і для Чіуауа: падіння світових цін на корисні копалини припинило діяльність на багатьох гірничодобувних об'єктах. У сільській місцевості ситуація стала зовсім критичною, оскільки зменшення попиту м'яса на ринках Північної Америки суттєво знизило кількість поголів'я худоби. Окрім того сільське господарство Чіуауа постраждало від посухи, яка призвела до скорочення експорту зерна та вирощування бавовни. Ціни на посівні матеріали значно зросли, що не дало змоги багатьом ранчо закупляти  сільськогосподарські культури.
У перші роки 1930-х у штаті відчувся певний економічний зріст, зокрема і в освітянському, гірничодобувному  та сільськогосподарському секторах. У 1932 році держава налічувала 288 початкових шкіл, у вищих навчальних закладах навчалося 27 тис. студентів. Згідно програми розвитку освіти федеральний уряд заснував 45 сільських шкіл, більшість з яких побудувалися у муніципалітетах Батопілас, Керичік та Уріке. До 1936 року уряд Хесуса Антоніо Алмейда провів успішні освітні реформи в штаті. Було засновано Науково-літературний інститут, організувався перший конгрес студентів, популяризувалася національна культура та почали публікуватися історичні та літературні твори.  У 1933 році фермери із Вілья-де-Хуарес, незважаючи на постійні посухи та зростання цін на бавовну, почали обробляти землю в районі Делісіа. У цьому ж році були сторені зрошувальні системи в долині завдяки басейну річки Кончос. Також в ці роки зріс продаж худоби з 60 тис. до 245 тис. У 1934 році перемога страйкарів на заводі «Ávalos», що належав американській компанії, спонукала роботодавців переглянути трудовий кодекс та поліпшити умови праці, а також підвищити платню працівникам. У 1935 році в гірському масиві Магуарічі було знайдено золото.
У 1939 році селянського лідера Сорроро Рівера, який очолював повстання проти північноамериканського журналіста Рандольфа Херста, біля його маєтку Бабікора було вбито.
1940—1960 роки характеризуються підтримкою федерального уряду відбудови в багатьох містах штатів. У вересні 1947 року починається будівництво Технологічного інституту. У цьому ж році було побудовано в Чіуауа цементний завод, промислові фабрики по обробці целюлози та сталі. 8 червня 1954 році було засновано Автономний університет на базі колишнього Науково-літературного інституту. 14 червня 1950 року було ратифіковано нову конституцію штату. У 1962 році відбулося відкриття залізниці завдяки якій поїзди із Чіуау прямували до Тихого океану. 
23 вересня 1965 року вчинено збройний напад на військові казарми Сьюдад-Мадера молодими нормалістами та вчителями. Однією з вимог була афектація латифундій та розподілу їх серед бідних селян, а також проти переатестації і підкупів учителів. У 1975 році в місті Сьюдад-Хуарес відкрився перший індустріальний парк.
Сьогодні промислові комплекси «Maquiladora» одні з найголовніших у штаті по кількості працевлаштованих робітників, які у 1999 році налічували 281,201 осіб з високою заробітною платнею, що є основою економічного розвитку штату. Економічний розвиток, заснований на промисловості «Maquiladora», підтверджує демографічні тенденції починаючи з 1970-х років. Так у 1995 рік у муніципалітетах Чіуауа та Сьюдат-Хуаресі мешкало 2 793 537 осіб, що відповідає 58,7 % мешканців усього штату.